# Polaridad (relaciones internacionales)

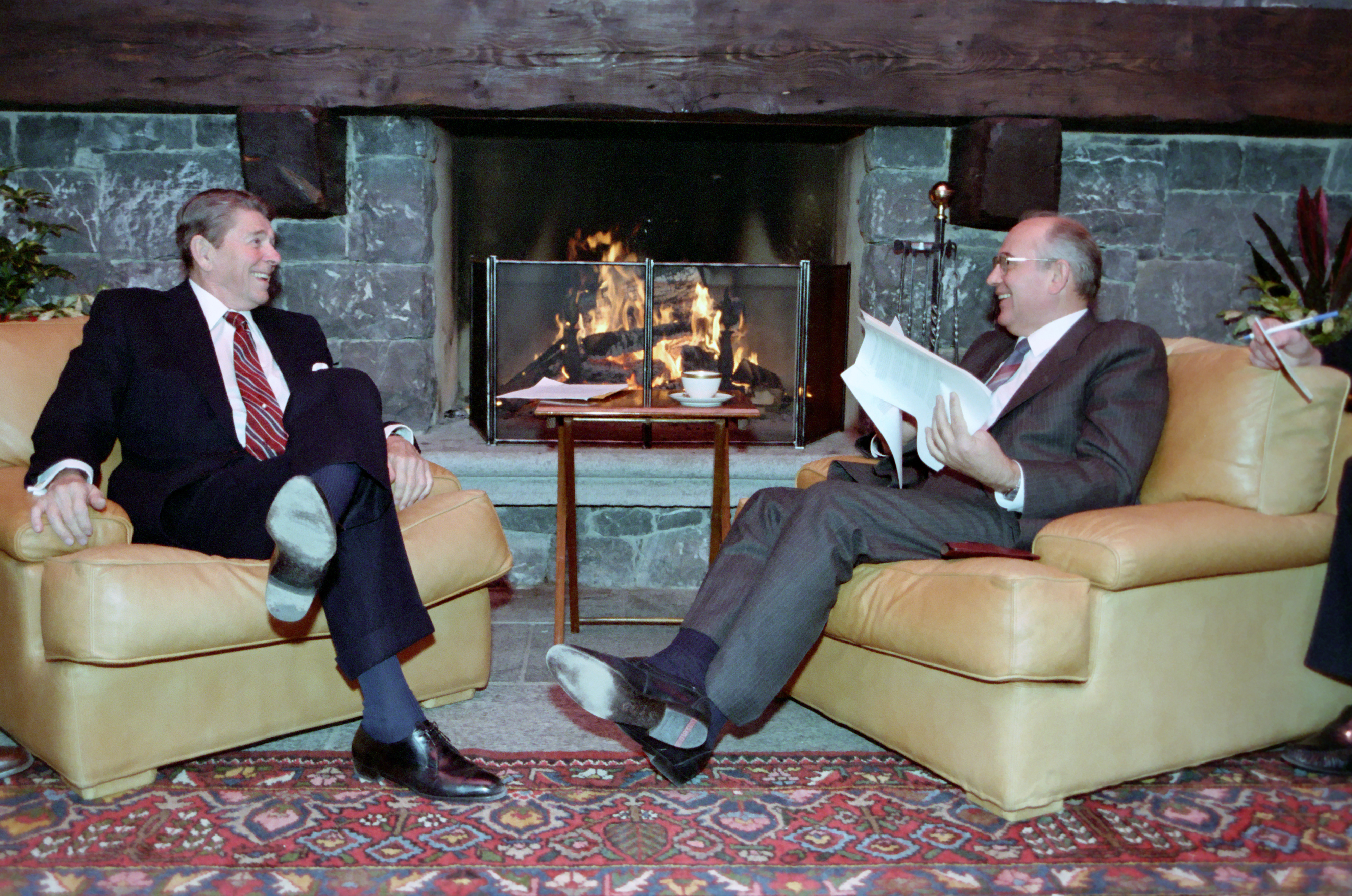
Estados Unidos y la Unión Soviética fueron las dos superpotencias rivales durante la Guerra Fría. En la imagen se observa a Ronald Reagan y Mijaíl Gorbachov en 1985. Después de la disolución de la Unión Soviética, Estados Unidos asumió el papel de única superpotencia hegemónica.

La polaridad en relaciones internacionales se refiere a la distribución del poder dentro de un sistema internacional o estructura internacional, y por lo tanto concierne a la naturaleza del sistema internacional en un determinado momento o un determinado período de tiempo. La polaridad depende básicamente del número de centros con capacidad de actuación basados en indicadores como por ejemplo, la capacidad de manejo de la energía nuclear, la capacidad de ataque o contraataque, la influencia en los organismos internacionales, la imagen-país y las cuestiones culturales, etc.
Hay tres modalidades o presentaciones principales de la polaridad de un sistema internacional: Unipolaridad, Bipolaridad, y Multipolaridad. Un sistema es unipolar cuando existe un solo estado que prepondera en términos de capacidades militares y económicas. Desde el fin de la Guerra Fría se estima que ese único polo de poder se encuentra en los Estados Unidos. Esta situación es más común en entramados regionales. Es el caso de África Occidental (donde Nigeria es el único polo), África Austral (donde lo es Sudáfrica), y América del Sur, (donde lo es Brasil).
La bipolarización sobre todo designa el período de la Guerra Fría, dominada a nivel mundial por el enfrentamiento entre las dos superpotencias de la época, Estados Unidos y la Unión Soviética. Por su parte, el mundo multipolar actual se caracteriza por un conjunto de actores y relaciones de poder dentro de una red de interacciones. Las relaciones de poder entre los distintos países determinan la estructura del sistema, que de acuerdo al número de éstos puede ser multipolar, en el cual se agrupan todos aquellos países con capacidades equivalentes. Aunque los países son políticamente autónomos, indudablemente sus relaciones son cada vez más interdependientes. Es conveniente puntualizar que la actual estructura del sistema internacional es Uni-Multipolar, ya que Estados Unidos ejerce su hegemonía gracias a su poderío económico y militar, y multipolar en algunos aspectos como a nivel económico que está dominado por potencias emergentes.

## Historia
El equilibrio de poder multipolar ha sido el más común a lo largo de la historia, sobre todo en los sistemas interestatales regionales. Europa en los siglos XVI y XVII, o durante la mayor parte de los siglos XVIII y XIX, estuvo caracterizada por un sistema multipolar, aunque dejó de ser multipolar por períodos relativamente cortos, cuando se producían guerras continentales que cambiaban las cosas a una configuración de dos grandes alianzas militares polarizadas por polos antagónicos, como en el caso de las guerras napoleónicas (siglo XIX), o durante la Primera y la Segunda Guerra Mundial (siglo XX), situaciones que bien podrían ser encasilladas como de bipolaridad temporaria, y siempre que quede claro que esa situación de guerra y de alianzas realmente haya alterado la polaridad del sistema regional.
Cierto estados o imperios en su momento gozaron de una hegemonía tan grande, que lograron dominar el mundo entonces conocido. Ejemplos de este tipo son enumerados seguidamente, donde como referencia se indican los correspondientes períodos históricos.
- Imperio egipcio desde el 3150 a. C. al 1285 a. C. con alguna interrupción más o menos larga, por ejemplo durante el conflicto con los hititas durante el reinado de Ramsés II que culminó en la batalla de Qadesh (1274 a. C).
- Imperio acadio desde el 2279 a. C. hasta el 2192 a. C. (reinados de Naram-Sin y de Sharkalisharri).
- Imperio asirio desde el 675 a. C. hasta el 626 a. C. (desde la invasión de Egipto hasta la revuelta de Babilonia, durante los reinados de Asarhaddón y Asurbanipal).
- Imperio persa desde el 539 a. C. hasta el 449 a. C. (desde la conquista de Babilonia durante el reinado de Ciro II hasta la Paz de Calias).
- Imperio alejandrino desde el 331 a. C. hasta el 323 a. C. (desde el batalla de Gaugamela hasta la muerte de Alejandro).
- China desde el 221 a. C. hasta el 1840 d. C. (por cierto con varias interrupciones que claramente pueden identificarse en el período comprendido entre la unificación alcanzada bajo la Dinastía Qin y la primera guerra del Opio).
- República romana / Imperio romano / Imperio bizantino desde el 188 a. C. hasta el 395 d. C. y también desde el 533 d. C. hasta el 565 d. C. (desde la fragmentación del Imperio seléucida hasta la división del Imperio Romano, con un posterior breve resurgimiento impulsado por el emperador Justiniano I).
- Imperio mongol desde el 1227 hasta el 1279, o sea desde la muerte de Gengis Khan hasta la completa división en los tres kanatos, el de la Dinastía Yuan (Kublai), el llamado II-Kanato (Hulagu Kan y Kublai Kan), y el de la Horda de Oro.
- Imperio Azteca desde el 1481 hasta el 1521.
- Imperio incaico desde el 1470 hasta el 1532 (desde la conquista de Chimú hasta la invasión encabezada por Francisco Pizarro).
- India desde el 322 a. C. hasta el siglo XVII, o sea, desde la unificación bajo la Dinastía Maurya hasta el fin del Imperio mogol y el comienzo de la Colonización inglesa en India (y con las lógicas interrupciones del dominio unipolar que son de esperar en un período de tantos siglos como el señalado).

## Clases o tipos de polaridad

### Unipolaridad, Sistema Unipolar
Característica de una fuerza recíproca existente en un grupo de estados en una determinada región, continente, o sistema internacional, en donde existe una única superpotencia polarizando ese sistema. Esta situación es más común en complejos regionales, y mucho más clara por ejemplo en el caso de América del Norte, en donde solo existe un único y preponderante centro de poder, Estados Unidos.
Tras el colapso y fragmentación de la Unión Soviética, en la era post-Guerra Fría existió por cierto una clara unipolaridad en el sistema internacional, ya que Estados Unidos fue de hecho la única superpotencia visible, pues no había entonces signos claros de algún otro importante centro de poder, con alguna capacidad de oponerse a acciones orquestadas por los estadounidenses.
La hiperpotencia es un término acuñado por el diplomático francés Hubert Védrine en los años 1990 para “caracterizar un período particular, los años inmediatamente posteriores al fin de la Unión Soviética”. En concreto, el término se ha usado para referirse a la situación de los Estados Unidos en un periodo donde ya no había bipolaridad y, grandes potencias como China, Francia, India, el Reino Unido y Rusia, ejercían solamente una influencia regional, mientras los Estados Unidos proyectaban su poder sobre el planeta, constituyendo una potencia global. No obstante, ya en los años 2010, Védrine estimó que el mundo estaba “asistiendo al fin del monopolio del poder por parte de Estados Unidos y de Occidente” y que los Estados Unidos había dejado de ser “la hiperpotencia que era hace veinte años”.

### Bipolaridad, Sistema Bipolar

Bipolaridad en el sistema internacional, entre el fin de la Segunda Guerra Mundial y el fin de la Guerra Fria.

Sistema de estados en donde hay apenas dos grandes focos de poder. El caso más conocido y patente es el de la Guerra Fría, en donde la oposición entre Estados Unidos y Unión Soviética polarizó todo el sistema internacional, aunque por cierto, siempre han existido otras potencias regionales con fuerte influencia regional o local. Lo señalado también sería el caso de América del Sur sobre todo durante la primera mitad del siglo XX, cuando Brasil y Argentina eran los principales polos de poder regional, con capacidad de polarizar todo el continente; en alguna medida Argentina y Brasil siguen siendo los dos grandes de esta región, aunque Brasil ha ganado terreno respecto de Argentina, y otros actores sudamericanos también han aumentado su fuerza y su presencia. Otro ejemplo puede ser Gran Bretaña y Francia en el siglo XVIII, el primero como defensor del parlamentarismo y la democracia y el segundo como defensor del absolutismo y el Antiguo Régimen. También lo puede ser los Aliados de la Segunda Guerra Mundial y las potencias del Eje, entre liberalismo y fascismo.
También puede caracterizarse como sistema bipolar, el que predominaba en África Austral durante el fin de los años 1970 y los años 1980, cuando Sudáfrica y Angola lideraban entonces grupos opuestos en confrontación directa (Guerra de la frontera de Sudáfrica, guerra civil angoleña,).
A lo largo de la historia, se pueden observar otros casos de bipolaridad, como el que existió en la región del Mar Mediterráneo, en los siglos III y II a. C., cuando Roma y Cartago eran los dos principales polos de poder de la región y competían entre sí (Tratados entre Roma y Cartago).
La bipolaridad es típica en regiones y períodos históricas en que existen conflictos capaces de polarizar las posiciones de los estados.

### Multipolaridad, Sistema Multipolar
La expresión mundo multipolar particularmente designa y caracteriza el tipo actual de sistema internacional, en oposición al mundo bipolar o de la Guerra Fría, este último destacando y potenciando la oposición entre los Estados Unidos y la Unión Soviética como las únicas y verdaderas superpotencias mundiales de la segunda mitad del siglo XX. Así, en el rango de potencias con notoria visibilidad internacional desde la era post-Guerra Fría, continúa sobresaliendo Estados Unidos, aunque la lista se alarga además con la Unión Europea, China, Japón, India y Rusia.
Cuando son consideradas regiones segmentadas, es posible encontrar correlaciones de fuerza más típicamente tripolares, como por ejemplo en Asia Oriental, en donde lideran China, Rusia, y Japón. Europa por su parte ha vuelto a una situación multipolar, presentando en Europa Occidental tres grandes centros de poder: el Reino Unido, la Unión Europea (encabezada de facto por Francia y Alemania); además de Rusia en Europa Oriental. También predominan sistemas multipolares en el continente africano, así como en Asia y en Oriente Medio. En este sentido, el mundo multipolar tiene como principales emergentes a los países que integran el BRICS, que tienen un importante liderazgo regional en sus respectivos continentes. Aunque estos países están produciendo importantes impactos regionales, muchos de países que también pelean por el liderazgo regional les impiden tener el poder absoluto, como por ejemplo Pakistán, en Asia, se encuentra en contra del liderazgo de India.
En el aspecto financiero, los países BRICS, destacadamente Rusia y China, han buscado alternativas a la hegemónica dólar estadounidense para realizar sus transacciones económicas y financieras internacionales. Incluso países fuertemente aliados de Estados Unidos, como Reino Unido, alguna vez han expresado preocupación por utilizar la moneda estadounidense como única moneda de reserva.
Por otra parte, cuando se considera el conjunto del sistema internacional, puede reconocerse la existencia de tres potencias globales con capacidad militar de actuación global y capacidad nuclear significativa: Estados Unidos, Rusia, y China. En contrapartida, el proceso de refundación de la Unión Europea iniciado en 2017 cuenta con ambiciones multipolares dentro de una búsqueda de autonomía estratégica respecto a Estados Unidos y otros actores globales como China o Rusia. Así mismo, es probable que tras la pandemia de COVID-19 se acentúe la tendencia a la multipolaridad y a la diversidad ideológica a nivel mundial.

## Apolaridad
La apolaridad sería el caso en que no sea posible identificar un centro de poder relevante o principal. Casos de este tipo de situaciones fueron comunes en regiones no organizadas en forma de estados, a lo largo de la historia de la humanidad, y también en períodos más recientes, en regiones pequeñas y más bien aisladas donde no se lograron formar verdaderos centros de poder local, o donde por alguna razón los mismos se formaron pero luego se desbarataron.
Regiones que podrían ser catalogadas como apolares, en la actualidad, se restringirían a zonas por ejemplo de África Central, en la faja que va desde la República Centroafricana y República Democrática del Congo (ex-Zaire), hasta Uganda, Kenia, Tanzania, incluyendo Ruanda y Burundi. Esta situación pudo darse porque el principal centro de poder regional, el antiguo Zaire, se involucró en una guerra civil, con intervención de varios otros actores regionales y extrazona, lo que acabó por desmantelar o descolocar las capacidades político-institucionales de esa región, fragmentando además la proyección y la disciplina de las fuerzas militares intervinientes.
De todas maneras, una situación de apolaridad completa y total, en la actualidad y en sentido estricto, solamente existe en la Antártida.

## Las potencias
| Potencias mundiales que cumplen con todos los criterios |
| --- |
| Alemania, Estados Unidos, Francia, India, Japón y Reino Unido. |
| Potencias mundiales con un puntaje Libertad en el mundo insuficiente |
| China y Rusia. |
| Potencias intermedias consolidadas |
| Argentina, Australia, Austria, Bélgica, Brasil, Canadá, Corea del Sur, Chile, Dinamarca, España, Finlandia, Italia, Noruega, Países Bajos, Perú, Suecia y Suiza. |
| Potencias intermedias emergentes |
| Argelia, Angola, Arabia Saudita, Bangladés, Colombia, Egipto, Emiratos Árabes Unidos, Filipinas, Grecia, Indonesia, Irak, Kazajistán, Kuwait, Malasia, Marruecos, México, Nigeria, Pakistán, Polonia, Portugal, República Checa, Rumania, Sri Lanka, Sudáfrica, Tailandia, Turquía, Ucrania y Vietnam |

El término "potencia" se aplica a los Estados o agentes de las relaciones internacionales que han alcanzado una situación militar victoriosa o un estado de seguridad nacional que proteja su soberanía o intereses estratégicos de cualquier desafío dentro del sistema internacional. El término "poder", en la esfera internacional, también se usa para describir los recursos económicos y capacidades de un Estado. Este uso tiende a conformar una definición cuantitativa —del tipo de las que usan los geopolíticos y militares— donde las capacidades se entienden en términos tangibles y mensurables.
Independientemente de la "cantidad" de poder, es determinante la posición relativa de una potencia frente a las demás en una “escala de poder” o jerarquía de potencias. Gran parte de la bibliografía sobre el tema se dedica a decidir qué Estados alcanzan determinados niveles dentro de la clasificación de potencias, y al establecimiento de criterios de medición del poder internacional como una variable. Algunos autores hacen principalmente referencia a aspectos ligados a la capacidad de actuación o capacidad de proyección de poder de una determinado país —potencia global, potencia continental, potencia regional, potencia local, potencia o hegemonía en ciertas áreas—, haciendo así alusión a la "dimensión" o "tamaño" o "alcance" del poder en cuestión (hiperpotencia, superpotencia, potencia mundial, potencia regional, potencia intermedia, potencia emergente).

## Teoría de la presión lateral
En la medida en que los estados extienden su comportamiento fuera de los límites territoriales, es probable que se encuentren con otros estados igualmente comprometidos. Por definición, las relaciones internacionales consisten en interacciones entre entidades soberanas, organizaciones intergubernamentales, entidades no estatales, como empresas, organizaciones no gubernamentales, etc. Como resultado, el estado soberano está integrado en una amplia gama de redes, formales e informales. En síntesis, la competencia por el poder y la influencia es una característica común de la política entre las naciones. 
La teoría argumenta, y la evidencia empírica muestra que las intersecciones entre las esferas de influencias, cuando un estado busca expandir el control sobre los ámbitos de influencia de otro estado, inevitablemente alimentan las hostilidades subyacentes y refuerzan una dinámica emergente de competencia militar que históricamente ha liderado el conocido fenómeno de la carrera armamentista.  
Aquí la teoría se basa en cuatro conceptos importantes en la teoría de las relaciones internacionales ampliamente definidos. Estos son la espiral del conflicto (Holsti 1972); y la dinámica de la carrera armamentista (iniciada por Richardson 1960a) y el dilema de seguridad (especialmente Herz 1950, Jervis 1997). 
El cuarto concepto es menos comprendido pero igualmente importante es la paradoja de la paz (Choucri en colaboración con North 1975), a saber, las iniciativas de uno de los adversarios para reducir las hostilidades y reducir la violencia que el otro podría considerar como un signo de debilidad y, por lo tanto, una oportunidad para tomar la ofensiva y hacer movimientos sorpresa para obtener ventaja. 

## Puntos de vista sobre la polaridad posterior a la Guerra Fría
Diferentes visiones y enfoques han sido propuestos por diferentes autores, a efectos de definir y caracterizar el poder en este periodo. Uno de los primeros en abordar esta temática fue el politólogo estadounidense Zbigniew Brzezinski, quien consideró que el mundo de la era posterior a la Guerra Fría constaba de dos categorías de estados: “los vasallos y los tributarios de Estados Unidos”. En su libro titulado El gran tablero de ajedrez: América y el resto del mundo (1997), describe a su país como la única potencia que tiene una supremacía incuestionable y simultánea en los cuatro más importantes dominios (militar, económico, tecnológico, y cultural), ya que luego de disolución de la Unión Soviética, Rusia no logró cubrir la laguna dejada por el gigante socialista desaparecido. Sin embargo, ya en los años 2010, Brzezinski pasó ha mostrarse partidario del orden tripolar con Estados Unidos, Rusia y China como solución a la supuesta anarquía en relaciones internacionales, como consecuencia de la decadencia de los Estados Unidos. Los tres principales poderes dominantes podrían de esta forma cooperar para lograr la estabilidad global. Según esta visión, Estados Unidos ya no tiene las condiciones que tuvo antes de imponer fácilmente su unilateralismo mundial.
Todos los organismos internacionales surgidos de la Segunda Guerra Mundial están en una encrucijada por los nuevos centros de poder, y Estados Unidos puede tener resistencias a aceptar ese nuevo orden. En este sentido, el autor estadounidense Michael Klare ha estimado que el nuevo orden mundial rompe con el paradigma de la Guerra Fría, porque las tres potencias pueden cooperar para hacer valer sus respectivas esferas de influencia, aunque como posibles riesgos señala el de la militarización. Así mismo, el politólogo estadounidense Graham Allison ha señalado que el siglo XXI será de un equilibrio de poderes como Estados Unidos no había conocido, China ahora es el principal motor de la economía mundial, con grandes proyectos de alto impacto como la Nueva Ruta de la Seda y del Collar de Perlas (geopolítica), y con varias de las principales empresas de tecnología en el mundo, por esto Allison asegura que muchos de los compromisos de Estados Unidos para con sus aliados no son sostenibles, tomando en cuenta su propia seguridad, para Allison seguir compromisos irrealizables es lo que ha causado los fracasos de la política exterior de Estados Unidos en Medio Oriente. Además, cada vez es mayor el número de observadores que consideran a China como una superpotencia internacional, a la par que ven en los Estados Unidos indicios de deterioro y de retroceso. Tal es el caso del analista Timothy Garton Ash quien en 2020 aseguró que los Estados Unidos solamente podían aspirar a ser “un país líder en una red poshegemónica de democracias... he dicho un, no el país líder”. Garton Ash resaltó la “diferencia importante con el principio de este siglo, cuando la hiperpotencia estadounidense parecía dominar el planeta como un coloso”.
Sylvain Allemand y Jean-Claude Ruano-Borbalan por su parte, opinaban en 2008 que Estados Unidos no buscaba ni busca dominar intencionalmente al mundo, sino simplemente lo que por encima de todo quiere es proteger sus intereses y preservar su seguridad. Y dentro de esta lógica, los atentados del 11 de septiembre de 2001 lo que provocaron fue un reforzamiento de las intervenciones americanas en el mundo, con la finalidad casi exclusiva de mejorar la seguridad dentro de fronteras, llevando conflictos y fricciones a otras partes. Y es que la degradación del bloque comunista y la incapacidad de la Unión Europea para organizar su autonomía estratégica, de una u otra forma favorecieron la supremacía estadounidense hegemónica posterior a 1990.
Por su parte, el periodista británico Martin Jacques señaló en 2016 que las economías occidentales se encuentran en una fase de estancamiento, parecida a una “década perdida” que no tiene un punto de fin claro, por ello el reorden geoestratégico y geoeconómico sigue a las relaciones que se desarrollan entre las grandes potencias. La globalización, al inicio promovida por occidente, era a su juicio aprovechada por China mientras Estados Unidos y Europa resienten sus efectos negativos con consecuencias (por ejemplo el Brexit). Por último, el autor consideraba que desde China también se promovía el multilateralismo como solución a los problemas de la gobernanza global.
Jean-François Revel por su parte, enfatizó sobre lo inútil y lo superfluo del concepto de hiperpotencia, forjado en 1999 por el entonces Ministerio de Asuntos Exteriores francés Hubert Védrine, ya que el término « superpotencia » ya existía con anterioridad y se encontraba bien caracterizado, y ya que el prefijo griego « hyper » significa exactamente lo mismo que el prefijo latino « super ».
Entre tanto Rusia y China han aumentado su cooperación militar y económica en los últimos años, buscando su espacio de cooperación y alianzas regionales, esto a juicio de analistas, como Alfredo Jalife, se debe a la intención de promover un frente estabilizador que se contraponga a Estados Unidos, para pasar de la hegemonía estadounidense a un sistema multipolar, o de equilibrio de poderes, específicamente tripolar. Este sería el realineamiento geopolítico de las superpotencias más importante desde el acercamiento de Nixon a China en los años 70.